# Пчелни продукти
Пчèлните проду̀кти се получават от пчелите и се използват за храна на човека, като диетични и лечебни средства или като суровини за промишлеността.
В България се добиват пчелен мед, пчелен восък, пчелна отрова, пчелно млечице, цветен прашец и пчелен клей. Интересът на медицината към пчелните продукти нараства непрекъснато. Всички те подлежат на ветеринарно-санитарен контрол и експертиза.

## Пчелен мед
Пчелният мед е сложен биологичен продукт от растително-животински произход. Има полутечна консистенция и сладък вкус. Съставът, качествата и ароматът му зависят от произхода, зрелостта и начина на обработка. Той е безцветен, светложълт, червеникав до тъмен. Кристализира за различно време и по различен начин. Съдържа главно монозахаридите глюкоза и фруктоза (75 – 83%), декстрини (7,5%), минерални вещества, витамини (К, В1 В2, В6, РР, С и други), ензими (амилаза, аталаза, инвертаза и други), хормони, азотсъдържащи, органични и неорганични ароматни и багрилни вещества, киселини (ябълчна, лимонена и други) и други. В зависимост от произхода си бива нектарен и манов. Нектарният мед се дели на монофлорен (от един вид растения) и полифлорен (от различни растения). В България се произвеждат различни видове монофлорен (акациев, лавандулов, липов, слънчогледов и други) и полифлорен мед (ливаден, полски и други). Мановият мед се получава при преработването на маната, която се отделя от листните и щитоносните въшки. От едно пчелно семейство годишно се получават 10 – 15 kg мед. Медът притежава хранителни, диетични и лечебни свойства. Има антимикробно, антимикотично и консервиращо действие. Стимулира висшата нервна дейност, влияе благоприятно при стомашно-чревни заболявания, подобрява сърдечната дейност и диурезата и други. Използва се и в козметиката.

## Пчелен восък
Пчелният восък се произвежда от восъкоотделителните жлези на пчелите-работнички, разположени на последните 4 коремни членчета. Той е бял, жълт до оранжев, понякога зелен. Има аромат на мед. Съдържа главно естери на висши мастни киселини (палмитинова, перотинова, мелисинова) и висши алкохоли (мелисинов), ненаситени въглеводороди, свободни мастни киселини, минерали, ароматни и багрилни вещества и други. Разтваря се в бензин и горещ етер. От едно пчелно семейство годишно се получават 200 – 300 g восък. Има широко приложение – предимно за производство на восъчни основи (около 65%), в козметиката (за кремове), в медицината (за пластири и мази), за производство на свещи, като суровина на химическата, оптическата, полиграфическата и автомобилната промишленост, в металургията и другаде.

## Пчелна отрова
Пчелната отрова (апитоксинът) е продукт на отровната жлеза при женските индивиди от пчелното семейство. Безцветна, гъста течност с горчиво-кисел вкус и специфичен аромат. Лесно се разтваря във вода. На въздух бързо се втвърдява. Устойчива е на нагряване, изстудяване и спрямо основи и киселини. Има сложен химичен състав – белтъчини, мазнини, минерални вещества, киселини (нуклеинова, мравчена и други), ензими и етерични масла. Най-важните биологически активни вещества са пептидите мелитин и апимин, ензимите фосфолипаза А (лецитиназа) и хиалуронидаза и хистаминът. От едно пчелно семейство годишно се получават по 2 – 3 g. Действието на отровата върху човека и отделните видове животни е много различно. Има бактерицидно действие, антивъзпалителен и антихистаминов ефект, разширява капилярите на крайниците, намалява кръвосъсирването и други. В медицината се използва чрез пряко ужилване или чрез специално приготвени препарати – при радикулит, бронхиална астма, ишиас, полиартрити, ревматизъм, невралгия и други заболявания, само по лекарско предписание и биологична проба за поносимост. В България се произвеждат различни лекарствени форми под названието „Меливенон".

## Пчелно млечице
Пчелното млечице (маточното млечице) е секрет на слюнчените жлези (горночелюстната и глътъчната) на младите пчели-кърмачки, които хранят до третия ден всички ларви, а по-късно само ларвите за майки. Гъста, пастообразна, непрозрачна кашица с млечнобял или слабокремав цвят, със специфичен аромат и остър кисел вкус, със сладникав привкус. Има богат и разнообразен състав от лесноусвоими и биологически активни вещества. Съдържа белтъчни вещества (около 22 аминокиселини), захари, мазнини, минерални вещества, витамини (С, B1, В2, В6, В12, РР, Н, Е и други), ензими (холинестераза и други), мастни киселини, микроелементи и други. За получаване на пчелно млечице кошерите се разделят на 2 отделения; в едното се поставят летви с восъчни чашки, заредени с ларви. Пчелите-кърмачки влагат млечицето в чашките за храна на ларвите, откъдето се изсмуква с вакуум в стъкленици за съхраняване. От едно пчелно семейство годишно се получават 500 – 600 g. Млечицето има стимулиращо действие върху организма, подобрява апетита, съня, паметта и зрението, повишава физическите и защитните сили на организма и други. Лиофилизирано има голяма трайност. Има широко приложение в диететиката, медицината, козметиката и другаде – натурално или като препарати. В България се приготвя лекарственият препарат „Апитонин".

## Цветен прашец
Цветният прашец представлява мъжките полови клетки на цветните растения. Пчелите го събират за храна. Съдържа белтъчини, захари, мазнини, витамини (А, С, РР, Е, D, B1, В2, В5, В6 и други), минерални вещества, органични киселини, микроелементи, ензими, хормони и други. Влияе върху растежа и обмяната на веществата в организма. Регулира функцията на стомаха и червата и други. Намира широко приложение в диететиката, медицината и козметиката.

## Пчелен клей
Пчелният клей (прополисът) е лепливо смолисто вещество, което пчелите събират от пъпките на много видове растения (бреза, върба, топола, бор, слънчоглед и други) или приготвят от обвивката на цветния прашец за полиране на килийките на восъчните основи, за регулиране на отворите, за запушване на пролуки и други. Намира се и по рамките, вътрешните стени на кошерите и другаде. Той е жълто-зелен до червено-кафяв. Има приятна миризма. Химическият му състав зависи от географската ширина и от растителността в района. Съдържа смолисти вещества, етерични масла, восък, механични примеси и други. Разтваря се в спирт, амоняк, оцетна киселина. Някои породи пчели (кавказка, грузинска) натрупват повече прополис. Действа бактериостатично и бактерицидно. Антибиотичните му свойства се запазват до 10 години. Използва се в медицината (мази и емулсии), козметиката, промишлеността (при производство на фини лакове и политури) и другаде.